# Sitna leća
Sitna leća (lat. Wolffia nom. cons). biljni rod iz porodice kozlačevki, nekada uključivana u porodicu lećevki (Lemnaceae). Jedasnaest priznatih vrsta vodenih trajnica koje kao talus slobodno plutaju po vodi. Korijena namaju. U ovaj rod pripada svjetski najsitnia cvjetnica, W. globosa.
U Aziji se koriste u prehrani, a biljka je bogata proteinima.

## Vrste
1. Wolffia angusta Landolt
2. Wolffia arrhiza (L.) Horkel ex Wimm.
3. Wolffia australiana (Benth.) Hartog & Plas
4. Wolffia borealis (Engelm.) Landolt
5. Wolffia brasiliensis Wedd.
6. Wolffia columbiana H.Karst.
7. Wolffia cylindracea Hegelm.
8. Wolffia elongata Landolt
9. Wolffia globosa (Roxb.) Hartog & Plas
10. Wolffia microscopica (Griff.) Kurz
11. Wolffia neglecta Landolt

## Vanjske poveznice
|  | Zajednički poslužitelj ima još gradiva o temi Wolffia |
|  | Wikivrste imaju podatke o taksonu Wolffia             |